# سیارک ۹۹۲۶۲
سیارک ۹۹۲۶۲ (به انگلیسی: 99262 Bleustein، نامگذاری:2001OQ12) نود و نه هزار و دویست و شصت و دومین سیارک کشف شده‌است که در ۲۰ ژوئیه ۲۰۰۱ کشف شد.